# Schmetterlingsfeh

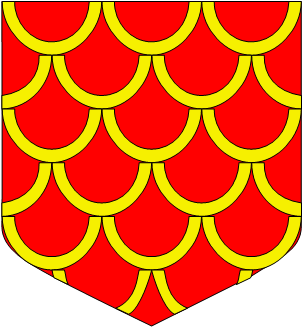
Schmetterlingsfeh

Als Schmetterlingsfeh wird in der Heraldik eine besondere Form des heraldischen Pelzwerkes Feh bezeichnet. Es ist eine Tinktur. Sein Vorkommen im Wappen ist selten.
Dargestellt wird im Wappenschild oder Feld eine in Farbe halbkreisförmige, schuppenartige Figur. Der gebogene Rand der Figur ist metallgerandet (Gold oder Silber). In der größeren Anzahl dieser Grundform entsteht ein dachziegelartiges, aber um ein halbes Element in der darunterliegenden Reihe versetztes Muster.
Ähnlichkeit hat die Schmetterlingsfeh mit der Schuppenfeh, insbesondere der verschobenen Schuppenfeh. Die Schmetterlingsfeh hat keine Weiterentwicklung erfahren. Es ist eine erstarrte Fehform.

## Einzelnachweis
1. ↑  Gert Oswald: Lexikon der Heraldik. VEB Bibliographisches Institut Leipzig, 1984.